# Kraftfahrzeugflaggen Preußens (1925–1935)
Die Kraftfahrzeugflaggen Preußens (1925–1935) waren die im Land Preußen während dieser Zeit geführten Flaggen und Wimpel für Dienstkraftfahrzeuge.

## Flaggen in deutschen Ländern
Die seit der Gründung der Weimarer Republik instituierten Länder des Deutschen Reiches besaßen kaum ein offizielles Flaggensystem. Obwohl vielfach der Wunsch nach speziellen, einer Funktion zuzuordnenden Flaggen bestand, wurden nur im Land Preußen eine bedeutendere Anzahl von Dienstflaggen eingeführt.
Die ersten Flaggen wurden Mitte der 1920er Jahre genehmigt. Nach der Machtübernahme der Nationalsozialisten im Jahr 1933 wurde das Hakenkreuz Bestandteil der Länder- bzw. Dienstflaggen. Als im Jahr 1935 sämtliche Länder gleichgeschaltet wurden, bedeutete dies das Ende aller spezifischen Länderflaggen.

## Fahrzeugflaggen in Preußen

### 1925–1933
Mit einem Runderlass wurden in Preußen erstmals Dienstflaggen für Kraftfahrzeuge eingeführt. Die Genehmigung, die bereits vorhandene preußische Dienstflagge für Staatsfahrzeuge auch an Kraftfahrzeugen anbringen zu dürfen, erfolgte am 26. Oktober 1925. Berechtigt zum Führen des Standers waren der Preußische Ministerpräsident, die preußischen Minister, die Staatssekretäre und die Ober- bzw. Regierungspräsidenten. Der 20 × 30 cm große Stander durfte an einem oder auch an beiden Kotflügeln angebracht werden. 
Zwei Jahre später, am 6. April 1927, erhielten Landräte einen 20 × 30 cm großen Wimpel zugewiesen, der ebenfalls den einfachen preußischen Adler zeigte. Fänge und Schnabel waren goldfarben. Der Rand des Wimpels war von zwei, etwa 1,5 cm breiten, schwarzen Streifen eingefasst. Die Form des Adlers konnte sowohl in der Flagge für den Ministerpräsidenten und so weiter als auch im Wimpel für die Landräte etwas variieren, zeigte jedoch immer die „typische“ preußische Silhouette.
Am 5. September 1927 wurde ein letzter Wimpel genehmigt, der vom Polizeipräsidenten geführt wurde. Er war 20 × 30 cm groß und zeigte den preußischen Polizeistern mit dem einfachen preußischen Adler. Der Rand war mit schwarzen, etwa 1,5 cm breiten Bändern eingefasst.

1
2
3

1 = Preußischer Ministerpräsident, Minister, Staatssekretäre, Ober- und Regierungspräsidenten

2 = Landräte

3 = Polizeipräsident

### 1933–1935
Mit der Machtergreifung der Nationalsozialisten wurden rasch alle Flaggen und Wimpel geändert, um sie „NS-konform“ zu gestalten. Am 18. Oktober 1933 wurden neue Dienstflaggen vorgestellt, die einen modifizierten preußischen Adler zeigten. Abgesehen von einem anderen Umriss, erhielt der Adler ein silberfarbiges Hakenkreuz auf die Brust aufgelegt. In seinen Fängen hielt er von nun an rechts ein silberfarbiges Schwert, sowie links zwei goldfarbene Blitze. Über dem Adler befand sich in einer Banderole der Wahlspruch „Gott mit uns !“
Der preußische Ministerpräsident erhielt einen 20 × 30 cm großen Stander, der von einem silberfarbigen Streifen umrandet war. In der Breite sowie in der Höhe waren mehrere schwarze Dreiecke aneinandergereiht, die mit der Spitze in die Flagge hineinreichten. Die Anzahl der Dreiecke war dabei nicht festgelegt. Zentral aufgelegt war das neue preußische Landeswappen zu sehen. Diesen Stander gab es auch in quadratischer Ausführung mit vermutlich 30 cm Seitenlänge. Von Fotografien scheint er erst aus dem Jahr 1935 bekannt zu sein, möglicherweise wurde er aber auch schon früher eingeführt.
Hermann Göring, der seit dem 10. April 1933 preußischer Ministerpräsident war, ließ sich auch eine persönliche Standarte anfertigen, die offenbar seinem eigenen Entwurf folgte und preußischen Polizeifahnen nachempfunden worden war. Dabei zeigte die linke Seite der Standarte zentral aufgelegt einen modifizierten preußischen Adler mit Spruchband umgeben von silberfarbigen Lorbeerzweigen. Auf das schwarze Grundtuch aufgelegt waren – von der Mitte ausgehend – vier weiße, nach außen verbreiterte Flächen zu sehen. Diese waren auch schon von alten preußischen Militärfahnen bekannt. In allen vier Ecken war ein schwarzes Hakenkreuz aufgebracht. Die rechte Seite entsprach der linken bis auf das zentral befindliche Hakenkreuz. Außerdem ersetzten in den vier Ecken das neue preußische Landeswappen ohne Spruchbanderole die Hakenkreuze. Nicht bekannt ist, zu welchen Anlässen bzw. in welchem Zeitraum, eine der drei Standarten des Ministerpräsidenten Verwendung fand.

1
2
3
4

1 = Preußischer Ministerpräsident

2 = Preußischer Ministerpräsident, Version als quadratische Standarte

3 = Persönliche Standarte Hermann Görings als preußischer Ministerpräsident (linke Seite)

4 = Persönliche Standarte Hermann Görings als preußischer Ministerpräsident (rechte Seite)
Für die Minister, Staatsräte, Staatssekretäre, Ober- und Regierungspräsidenten, die Oberlandesgerichtspräsidenten und die Generalstaatsanwälte wurde ein 20 × 30 cm großer, weißer Stander eingeführt, der oben und unten mit einem schwarzen Streifen abgesetzt war. Offiziell sollte dieser 1/16 der Flaggenhöhe betragen, Abbildungen zeigen ihn jedoch breiter. In der Mitte befand sich das preußische Landeswappen. Am 12. Mai 1934 erhielten Minister und Staatssekretäre eine davon verschiedene Flagge genehmigt. Diese war quadratisch, besaß vermutlich 20 cm Seitenlänge und zeigte oben und unten je eine Reihe von mit der Spitze zur Flaggenmitte hineinreichenden, schwarzen Dreiecken. Zentral war das Landeswappen aufgebracht.
Auch Landräte erhielten einen eigenen Wimpel, 20 × 30 cm groß und an zwei Seiten mit etwa 1,5 cm breiten Streifen versehen. Auf dem Wimpel war das Landeswappen angebracht.
Der Polizeipräsident zeigte den gleichen Wimpel wie in der Weimarer Zeit, jedoch wurde der alte preußische Adler durch das neue Landeswappen ausgetauscht.

1
2
3
4

1 = Minister, Staatssekretäre (1933–1934), Staatsräte, Ober- und Regierungspräsidenten (1933–1935)

2 = Minister, Staatssekretäre (1934–1935)

3 = Landräte

4 = Polizeipräsident
Für die Landespolizei-Dienststellen wurden am 29. November 1933 zwei Kommandoflaggen eingeführt. Zum einen für den Befehlshaber der Polizei in Preußen (Leiter der Polizeiabteilung im Preußischen Ministerium des Innern Kurt Daluege) einen 22,5 × 30 cm großen, weißen Stander, der schwarz und dunkelgrün umrandet war. Die Umrandungen hatten eine Breite von je 2,5 cm. Mittig angebracht war das Landeswappen. Zum anderen einen ebenso großen Stander für die Kommandeure der Landespolizeiinspektionen (entsprach Regimentskommandeuren der Reichswehr), der innerhalb der schwarzen Umrandung grün-weiß geviertelt war. Im rechten oberen Quartier befand sich das Landeswappen.
Am 22. Januar 1934 ergänzte man einen Stander für den Chef der Gendarmerie, der anstelle der Viertelung eine schräge weiß-grüne Halbierung zeigte. Am fliegenden Ende war das Landeswappen angebracht.

1
2
3

1 = Befehlshaber der Polizei in Preußen

2 = Kommandeure der Landespolizeiinspektionen

3 = Chef der Gendarmerie